# Demmus Hentze
Demmus Hentze (født 4. december 1923 på Sandur, død 3. januar 2016 i Tórshavn) var en færøsk advokat og politiker (Fólkaflokkurin).
Hentze blev uddannet cand.jur. fra Københavns Universitet fra 1952. Han var advokat fra 1953, sagfører i Føroya Rættur fra 1958 og har drevet egen advokatforretning, Advokatskrivstovan Hentze 1981–2010. Han er fortsat tilknyttet advokatforretningen, som i dag drives af datteren, advokat Turið Debes Hentze i Tórshavn. Demmus Hentze var desuden brasiliansk konsul på Færøerne.
Hentze var valgt til Lagtinget fra Sandoy 1966–1974 og 1978–1980. Han var medlem af Lagtingets delegation til Nordisk Råd 1973–1980, formand i Landsskattenævnet 1964–1975 og finansminister i Atli Dams anden og tredje regering 1975–1981.
I 1978 blev han ridder af Dannebrogordenen.
Hentze var sønnesøn af Jóhan Michael Hentze og oldebarn af Jóan Petur Hentze. Han var gift med Helena, født Debes, de fik tre døtre: Turið Debes Hentze, som er advokat, Bergljót Debes Hentze, som arbejder i Kringvarp Føroya og Anna Debes Henze, som arbejder som psykolog.